# HD 205765
HD 205765 är en ensam stjärna belägen i den norra delen av stjärnbilden Vattumannen. Den har en skenbar magnitud av ca 6,25 och är mycket svagt synlig för blotta ögat där ljusföroreningar ej förekommer. Baserat på parallaxmätning inom Hipparcosuppdraget på ca 8,9 mas, beräknas den befinna sig på ett avstånd på ca 370 ljusår (ca 113 parsek) från solen. Den rör sig bort från solen med en heliocentrisk radialhastighet på ca 17 km/s.

## Egenskaper
HD 205765 är en blå till vit stjärna i huvudserien av spektralklass A2 V. Den har en radie som är ca 1,7 solradier och har ca 37 gånger solens utstrålning av energi från dess fotosfär vid en effektiv temperatur av ca 8 900 K.
HD 205765 roterar snabbt med en projicerad rotationshastighet på 172 km/s.